# Isanthrene basifera
Isanthrene basifera là một loài bướm đêm thuộc phân họ Arctiinae, họ Erebidae.